# Очарованный рисунок
«Очарованный рисунок» (англ. The enchanted drawing, 1900) — немой короткометражный фильм режиссёра Джеймса Стюарта Блэктона. Фильм снят на студии Vitagraph. Премьера состоялась 16 ноября 1900 года.

## В ролях
- Джеймс Стюарт Блэктон — художник

## Сюжет
Художник рисует голову и лицо. Потом рисует шляпу на голове, бутылку вина, бокал и сигарету во рту. Затем художник берёт предметы на полотне.

## Художественные особенности
В фильме была впервые использована комбинированная анимация.